# Kémâl Afsin
 (novembre 2016).
Kémâl Afsin est un musicien, violoniste, chef d'orchestre, enseignant et chercheur vaudois.

## Biographie
Kémâl Afsin étudie le violon auprès de Cezmi Erinc, lui-même disciple de Jacques Thibaud et d'Eugène Ysaÿe ; il reçoit en outre l'enseignement des violonistes Henryk Szeryng et Christian Ferras. Sa formation a été facilitée par l'obtention de nombreuses distinctions et de bourses d'études. Il s'intéresse ensuite à la direction d'orchestre qu'il travaille avec Edouard Zuckmayer, Rudolf Kempe et Antal Dorati entre autres.
En tant que chef d'orchestre, Kémâl Afsin dirige régulièrement en Suisse et à l'étranger (Paris, Rome, Milan, Avignon, Karlsruhe, Parme, etc.). Il se produit, entre autres, à la tête de l'Orchestre philharmonique de l'État roumain. Il a enregistré au moins deux disques pour le label Mélodie, illustrés par Erol Afsin : en 2000, l'Orchestre philharmonique de l'État roumain dans la cinquième Symphonie de Schubert, l'ouverture Coriolan de Beethoven et la Symphonie n° 4, dite Italienne de Mendelssohn ainsi que, avec le même orchestre et le Chœur symphonique de l'Université populaire de Lausanne, le Requiem en do mineur d'Antonio Salieri. À côté d'une carrière toujours actuelle de violoniste et de chef d'orchestre, tant en Suisse qu'à l'étranger, complémentaire, dit-il, à la pratique de la recherche, Kémâl Afsin est responsable de l'unité d'enseignement et de recherche en pédagogie et psychologie de la musique. Il codirige dans ces domaines des thèses de doctorat à l'Université de Lausanne. Kémâl Afsin a, par ailleurs, publié en 2009 un ouvrage intitulé Psychopédagogie de l'écoute musicale (éd. de Boeck), qui, partant d'une réflexion et d'une interaction entre la psychologie musicale, la musicologie analytique et la pédagogie appliquée, vise une pratique réflexive chez les enseignants et leur propose des outils didactiques originaux.
Kémâl Afsin joue un violon Chanot / Stradivarius ayant appartenu au violoniste belge Arthur Grumiaux.